# Vuelta a Cuba
La Vuelta a Cuba (it. Giro di Cuba) è una corsa a tappe di ciclismo su strada che si svolge sull'isola di Cuba ogni anno a febbraio. È inserito nel calendario dell'UCI America Tour classe 2.2.

## Storia
La Vuelta a Cuba fu creata nel 1964 dal presidente della neonata Federazione cubana di ciclismo, Reinaldo Paseiro, che diede il via a un gruppo di 72 ciclisti, impegnati in una corsa di 1180 km. Le prime tre edizioni furono a livello nazionale, ma il successo di queste permise di passare a livello internazionale dal 1967.
Polonia e Messico furono le prime due federazioni ad assicurare la presenza alla corsa, seguite da Argentina e Cecoslovacchia nel 1974. Tali federazioni sfruttavano la corsa come preparazione per la stagione alle porte. Ad esse si aggiunsero Unione Sovietica, Germania dell'Est, Colombia, Panama, Venezuela, Costa Rica, Nicaragua, Spagna e molte altre.
Dopo una pausa nell'organizzazione della corsa dal 1991 al 2000, la Vuelta a Cuba tornò ad essere disputata con la partecipazione, dal 2002, di diverse selezioni nazionale e, a partire dal 2005, squadre professionistiche.
L'edizione 2011 è stata annullata.

## Albo d'oro
Aggiornato all'edizione 2010.
| Anno    | Vincitore            | Secondo                | Terzo              |
| ------- | -------------------- | ---------------------- | ------------------ |
| 1964    | Sergio Martínez      | Léon Antonio Herr      | Alberto Padilla    |
| 1965    | Rodolfo Noriega      | Sergio Martınez        | Léon Antonio Herr  |
| 1966    | Sergio Martínez      | Léon Antonio Herr      | Orlando Páez       |
| 1967    | Henryk Kowalski      | Alejandro Oroppesa     | Sergio Martínez    |
| 1968    | Sergio Martínez      | Agustín Alcántara      | Raúl Vásquez       |
| 1969    | Sergio Martínez      | Radamés Treviño        | Roberto Menéndez   |
| 1971    | Raúl Vásquez         | Aldo Arencibia         | Cecilio López      |
| 1972    | Aldo Arencibia       | Raúl Vásquez           | Sergio Martínez    |
| 1973    | Leonardo Hernández   | Mario Pujol            | Aldo Arencibia     |
| 1974    | Carlos Cardet        | Rodolfo Vitela         | Aldo Arencibia     |
| 1976    | Aldo Arencibia       | Abelardo Rios          | Rodrigo Vanegas    |
| 1977    | Carlos Cardet        | Aleksandr Averin       | Aldo Arencibia     |
| 1978    | Sergej Suchoručenkov | Aldo Arencibia         | Carlos Cardet      |
| 1979    | Carlos Cardet        | Jorge Pérez            | Luis Sánchez       |
| 1980    | Aldo Arencibia       | Jorge Pérez            | Sergej Morozov     |
| 1981    | Jorge A. Pérez       | Cristóbal Pérez        | Eduardo Alonso     |
| 1983    | Olaf Jentzsch        | Hardi Groeger          | Eduardo Alonso     |
| 1984    | Eduardo Alonso       | Viktor Demidenko       | Lutz Lotzch        |
| 1985    | Aleksandr Zinov'ev   | Eduardo Alonso         | Hardi Groeger      |
| 1986    | Eduardo Alonso       | Dan Radtke             | Oleg Jaročenko     |
| 1987    | Eduardo Alonso       | Roberto Rodríguez      | Ivan Ivanov        |
| 1988    | Eduardo Alonso       | Eduardo Cruz           | Olaf Jentzsch      |
| 1989    | Eduardo Alonso       | Džamolidin Abdužaparov | Stephan Gottsching |
| 1990    | Eduardo Alonso       | Heriberto Rodríguez    | Israel Torres      |
| 2000    | Pedro Pablo Pérez    | Omar Pumar             | Albín Tabares      |
| 2001    | Pedro Pablo Pérez    | Luis Amarán            | Rolando Basulto    |
| 2002    | Filippo Pozzato      | Bernhard Eisel         | Pedro Pablo Pérez  |
| 2003    | Todd Herriot         | Eliécer Valdés         | Maksim Gurov       |
| 2004    | Pedro Pablo Pérez    | José Chacón            | Damián Martínez    |
| 2005    | Damián Martínez      | Luis Amarán            | César Salazar      |
| 2006    | Pedro Pablo Pérez    | Matija Kvasina         | Franklin Chacón    |
| 2007    | Svein Tuft           | Pedro Pablo Pérez      | Carlos José Ochoa  |
| 2008    | Pedro Pablo Pérez    | Raúl Granjel           | Yenier Lopez       |
| 2009    | Arnold Alcolea       | François Parisien      | Manuel Medina      |
| 2010    | Arnold Alcolea       | José Alarcón           | Yenier López       |
| 2011-12 | non disputata        | non disputata          | non disputata      |
| 2013    |                      |                        |                    |